# Tamo Junto
Tamo Junto (2016), é um longa metragem brasileiro, dirigido por Matheus Souza.

## Enredo
Felipe (Leandro Soares) termina um intenso relacionamento e se vê solteiro pela primeira vez em muito tempo. Livre, leve e solto, ele planeja cair na gandaia e recuperar os anos perdidos, mas logo descobre que o novo estado civil não é tão divertido quanto ele idealizava.

## Elenco
| Ator/Atriz       | Personagem               |
| ---------------- | ------------------------ |
| Leandro Soares   | Felipe                   |
| Sophie Charlotte | Júlia                    |
| Matheus Souza    | Paulo Ricardo            |
| Alice Wegmann    | Diana                    |
| Rafael Queiroga  | Daniel                   |
| Fábio Porchat    | Marco                    |
| Fernanda Souza   | Carolina                 |
| Dida Camero      | Mãe do Paulo Ricardo     |
| Simone Soares    | Mãe da Diana             |
| Antonio Tabet    | Namorado da Mãe da Diana |
| Giselle Batista  | Clarissa                 |
| Luisa Arraes     | Raissa Borges            |
| Bella Camero     | Jovem do 'Eu Nunca'      |
| Hamilton Dias    | Hamilton                 |
| Rodrigo Magal    | Magal                    |
| Rafael Oliveira  | Bruno                    |
| Augusto Madeira  | Médico                   |
| Rodrigo Arruda   | Mendigo João             |
| Martha Tupper    | Enfermeira               |
| Fernando Gomes   | Farmacêutico             |
| Paulo César      | Noivo Luis               |

## Prêmios e indicações
| 2016 | Festival de Gramado |                        |                  |          |
| 2016 | Festival de Gramado | Melhor Filme           | Matheus Souza    | Indicado |
| 2016 | Festival de Gramado | Melhor Direção         | Matheus Souza    | Indicado |
| 2016 | Festival de Gramado | Melhor Roteiro         | Matheus Souza    | Indicado |
| 2016 | Festival de Gramado | Melhor Direção de Arte | Matheus Souza    | Indicado |
| 2016 | Festival de Gramado | Melhor Edição          | Matheus Souza    | Indicado |
| 2016 | Festival de Gramado | Melhor Trilha Musical  | Matheus Souza    | Indicado |
| 2016 | Festival de Gramado | Melhor Ator            | Leandro Soares   | Indicado |
| 2016 | Festival de Gramado | Melhor Atriz           | Sophie Charlotte | Indicada |